# Bazi, Sichuan
Bazi (kinesiska: 坝子乡, 坝子) är en socken i Kina. Den ligger i provinsen Sichuan, i den sydvästra delen av landet, omkring 190 kilometer norr om provinshuvudstaden Chengdu. Antalet invånare är 7 040. Befolkningen består av 3 346 kvinnor och 3 694 män. Barn under 15 år utgör 14,0 %, vuxna 15-64 år 73 %, och äldre över 65 år 11,0 %.
Genomsnittlig årsnederbörd är 1 162 millimeter. Den regnigaste månaden är juli, med i genomsnitt 342 mm nederbörd, och den torraste är december, med 2 mm nederbörd.